# Gare de Béthune
Ne doit pas être confondu avec Gare de Béthune-Rivage.
La gare de Béthune est une gare ferroviaire française des lignes d'Arras à Dunkerque-Locale et de Fives à Abbeville, située à proximité du centre-ville de Béthune, dans le département du Pas-de-Calais, en région Hauts-de-France.
Elle est mise en service en 1861, par la Compagnie des mines de Béthune. En 1960, elle est officiellement dénommée « gare de Béthune-Nord » par la Société nationale des chemins de fer français (SNCF), pour la différencier de la gare de Béthune-Rivage qui fut ouverte par la Compagnie des chemins de fer du Nord.
C'est une gare de la SNCF, desservie par des TGV inOui et des trains régionaux du réseau TER Hauts-de-France.

## Situation ferroviaire
Établie à 25 mètres d'altitude, la gare de bifurcation de Béthune est située au point kilométrique (PK) 229,908 de la ligne d'Arras à Dunkerque-Locale, entre les gares ouvertes de Nœux-les-Mines — s'intercale, dans cette direction, celle fermée de Verquigneul — et de Fouquereuil, et au PK 40,909 de la ligne de Fives à Abbeville, entre les gares de Beuvry (Pas-de-Calais) et de Fouquereuil (les deux lignes précitées sont établies en tronc commun entre Béthune et cette dernière gare).

## Histoire
La gare de Béthune est mise en service le 5 septembre 1861, par la Compagnie des mines de Béthune lors de l'ouverture de la section de Béthune à Hazebrouck. La section de Lens à Béthune est ouverte un mois plus tard, le 15 octobre 1861.
Initialement, la ville compte deux gares ; la Compagnie des chemins de fer du Nord a créé la gare de Béthune-Rivage en 1865, pour établir une liaison entre Béthune et Lille. Ces deux gares sont reliées en 1877, et le site de Béthune-Rivage est par la suite fermé puis détruit.
Entre 1899 et 1932, la gare sert également de terminus à la ligne de tramway de Béthune à Estaires.
Le bâtiment voyageurs, construit dans un style typique des gares de deuxième classe de la Compagnie du Nord, est détruit lors des violents bombardements de 1918. Reconstruit dans le même esprit, il est à nouveau soufflé le 27 avril 1944 lors du bombardement de la gare et du dépôt de Béthune.
Le bâtiment voyageurs est réédifié dans les années 1960, dans un style SNCF que l'on retrouve partout sur les reconstructions de la région Nord, à base de briques rouges soulignées de béton gris, blanc et blond.
Avec l'arrivée du TGV Nord dans les années 1990, le bâtiment voyageurs des années 1950 devient exigu et vieillissant. La municipalité et la SNCF envisagent de démolir le corps central en conservant les pavillons latéraux. Reconstruit dans une architecture de verre et de métal, orné d'une grande horloge centrale, il est inauguré, avec la place François-Mitterrand qui sert de parvis, le 31 octobre 1997.

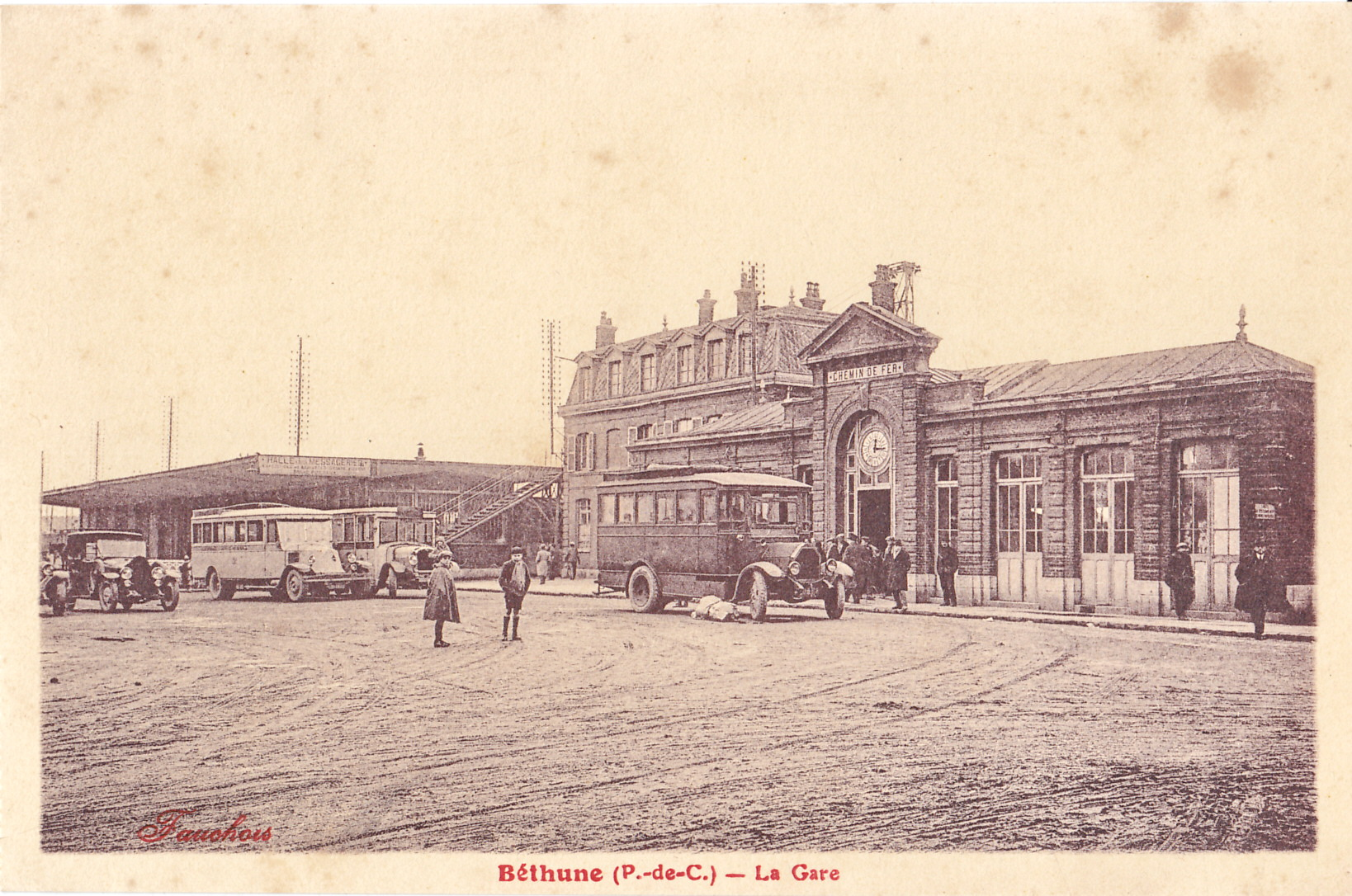
L'ancienne gare, dans les années 1930. La concurrence routière est déjà en place, en témoignent les autocars stationnant sur le parvis.
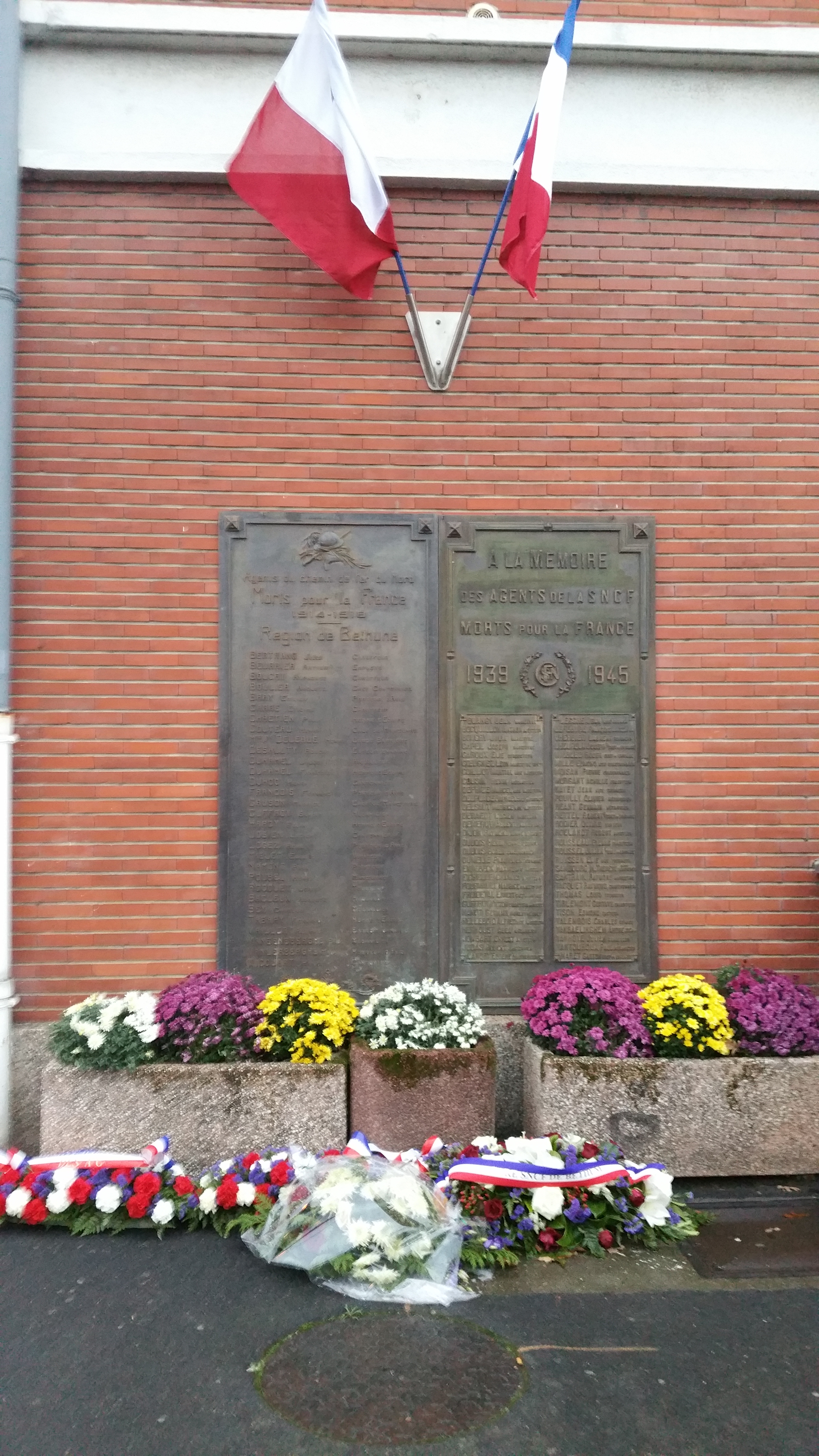
Plaque commémorative aux cheminots du Béthunois morts durant les deux guerres mondiales.

## Service des voyageurs

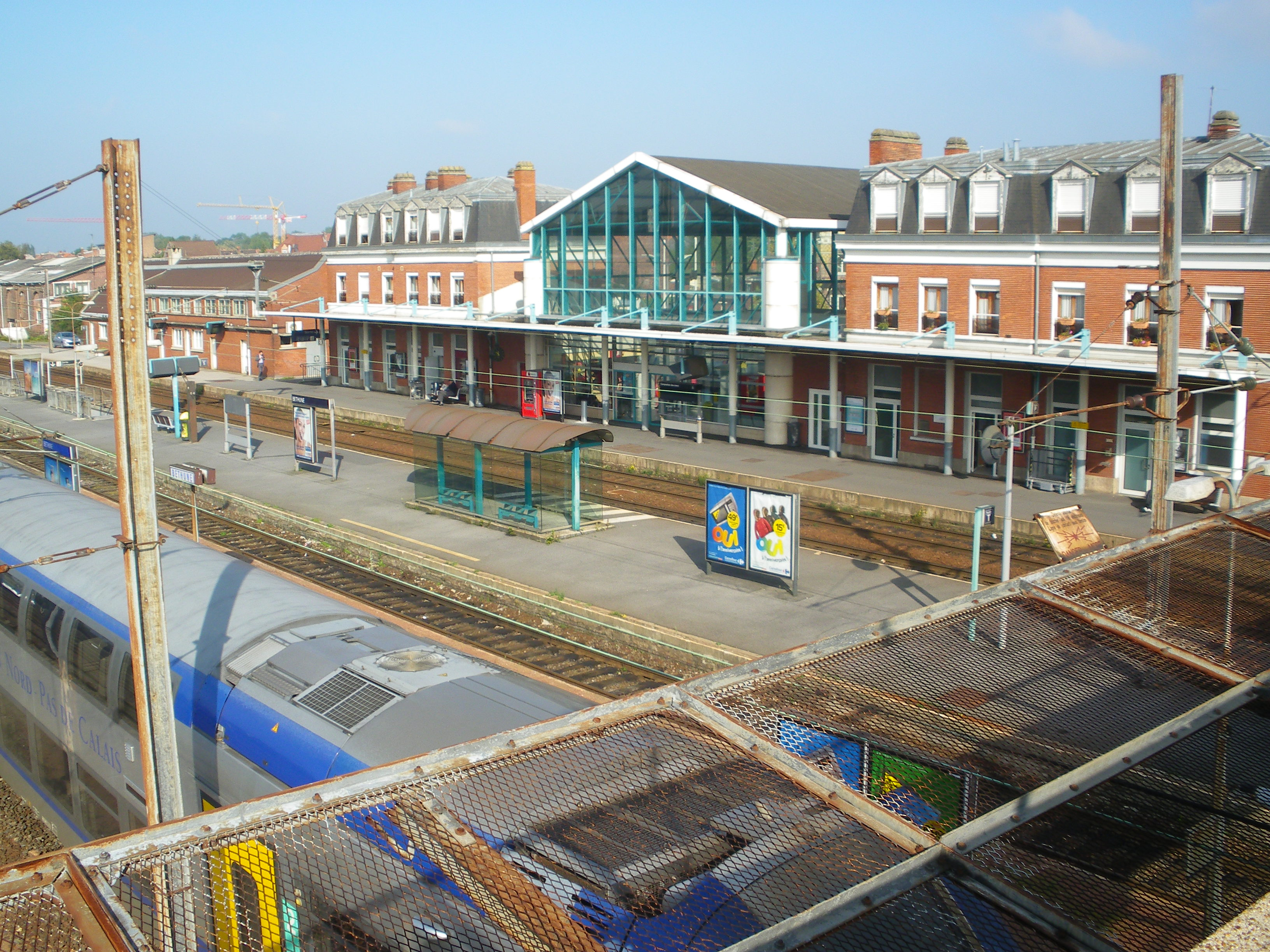
Aperçu des voies et des quais.

### Accueil
Gare de la SNCF, elle dispose d'un bâtiment voyageurs, avec guichets, ouvert tous les jours. Elle est équipée d'automates pour l'achat de titres de transport. C'est une gare « Accès Plus » disposant d'aménagements, d'équipements et de services pour les personnes à la mobilité réduite.
Un souterrain permet la traversée des voies et le passage d'un quai à l'autre.

### Desserte
Béthune est desservie par des TGV inOui (liaison Paris-Nord – Dunkerque) et des trains TER Hauts-de-France (liaisons d'Arras à Béthune, Hazebrouck, Dunkerque ou Calais-Ville, de Lens à Saint-Pol-sur-Ternoise, de Lille-Flandres à Béthune ou Saint-Pol-sur-Ternoise, et de Béthune à Saint-Pol-sur-Ternoise ou Étaples - Le Touquet).

### Intermodalité
Un parc à vélos et un parking sont aménagés à ses abords.
Elle est desservie par des autobus du réseau urbain Tadao.

## Service des marchandises
C'est une gare ouverte au fret.